# Лисичанський прикордонний загін
Лисичанський прикордонний загін (Лисичанський ПрикЗ, в/ч 1567) — колишнє формування Державної прикордонної служби України, що підпорядковувався Донецько-Луганському регіональному управлінню. Ліквідований у березні 2020 року.
Загальна протяжність ділянки відповідальності складає – 181 км, з них: річкової по лінії розмежування – 126 км; сухопутної по лінії розмежування – 55 км.

## Історія
Лисичанський прикордонний загін створений 14 жовтня 2017 року. До виконання завдань за призначенням приступив 1 лютого 2018 року. Прикордонний загін виконує завдання в смузі безпеки контрольованої території вздовж лінії розмежування, в межах ОТУ «Луганськ» на території трьох контрольованих прикордонних районів: Станично-Луганський, Новоайдарський, Попаснянський райони.
У березні 2019 року пропуск осіб та транспортних засобів на непідконтрольну територію тимчасово припинявся.
У березні 2020року скорочений за оптимізацією штатів. 

## Структура
До складу прикордонного загону входять чотири відділи прикордонної служби: 
- «Станично-Луганське 2»;
- «Щастя»;
- «Райгородка»;
- «Золоте»;
- МПрикЗас «Лисичанськ»

Пропуск осіб та транспортних засобів по лінії розмежування здійснюється через КПВВ «Станиця Луганська» та КПВВ «Золоте».

## Командування
- (2017—2019)[уточнити] полковник Самбор Юрій Олександрович
- (з 2019-2020)[уточнити] полковник Яблонський Іван Михайлович[джерело?]